# باربرا شيلدون
باربرا شيلدون (بالإنجليزية: Barbara Sheldon) هي ممثلة أمريكية، ولدت في 24 نوفمبر 1912 في الولايات المتحدة،
بدأت مسيرتها السينمائية عام ١٩٣٣ في فيلمي "سرقها الغجر" و"بيرة ودراجات"، وشاركت في بطولة فيلمين آخرين في العام نفسه. كان أشهر أدوارها عندما مثلت أمام جون واين في فيلم "التكساسي المحظوظ" عام ١٩٣٤. وقد نجحت في الحصول على الدور بفضل براعتها في ركوب الخيل. كان هذا آخر أفلامها. ولم تُعرض لها أي أدوار أخرى، ثم اعتزلت التمثيل. توفيت عن عمر يناهز ٩٤ عامًا في ١٩ أكتوبر ٢٠٠٧.

## وصلات خارجية
- باربرا شيلدون على موقع IMDb (الإنجليزية)
- باربرا شيلدون على موقع قاعدة بيانات الفيلم (الإنجليزية)